# Субботина (Тюменский район)
Субботина — деревня в Тюменском районе Тюменской области России, входит в состав Мальковского муниципального образования.

## География
Деревня Субботина расположена на берегу реки Туры, в 22 километрах от Тюмени. Одна из улиц деревни — Плодовая — ведёт в соседнее село Мальково.

## Население
| 2010 |
| ---- |
| 267  |

## Инфраструктура
В деревне имеются магазин и ФАП.

### Транспорт
Через село исторически проходила дорога на Тобол, её современное название — Старый Тобольский тракт, а на территории села — Трактовая улица. Имеется остановка общественного транспорта «Субботина-2».
Дороги с твёрдым покрытием, автобусное сообщение с Тюменью. На октябрь 2020 года действуют автобусные маршруту № 105, 205.
В 2019 году власти Тюменской области снесли дорогу, построенную жителями.